# 大藏经
大藏經為佛教經典的總集，簡稱為藏經（佛教或道教的經典曰「藏」），又稱為一切經，梵語：Tripitaka。有很多个版本，比如乾隆藏、嘉兴藏等，按使用文字可分為漢文、藏文、巴利語三大體系，這些大藏經又被翻譯成西夏文、日文、蒙文、滿文等。

## 漢文系大藏經

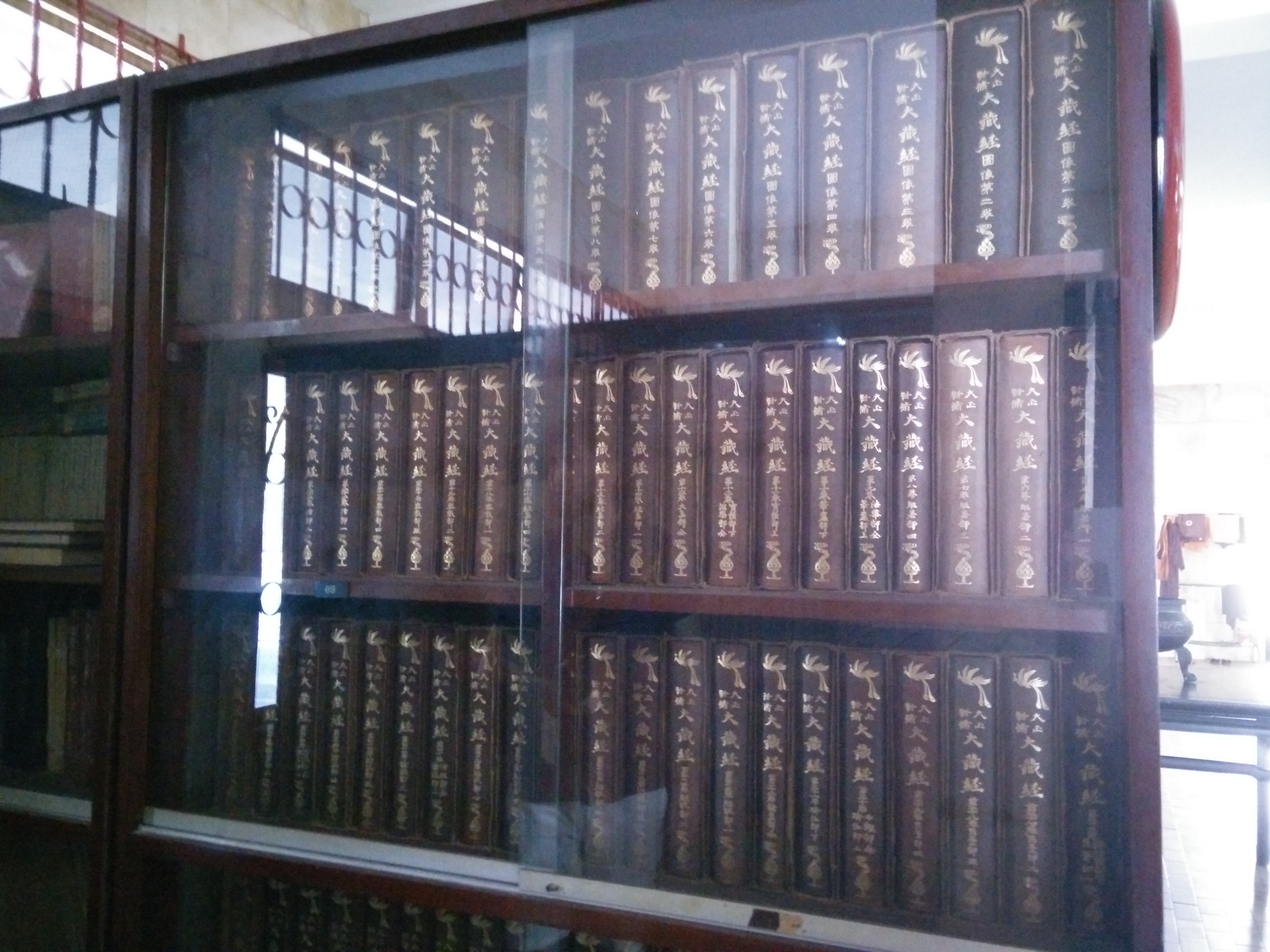
漢文系大藏經全套

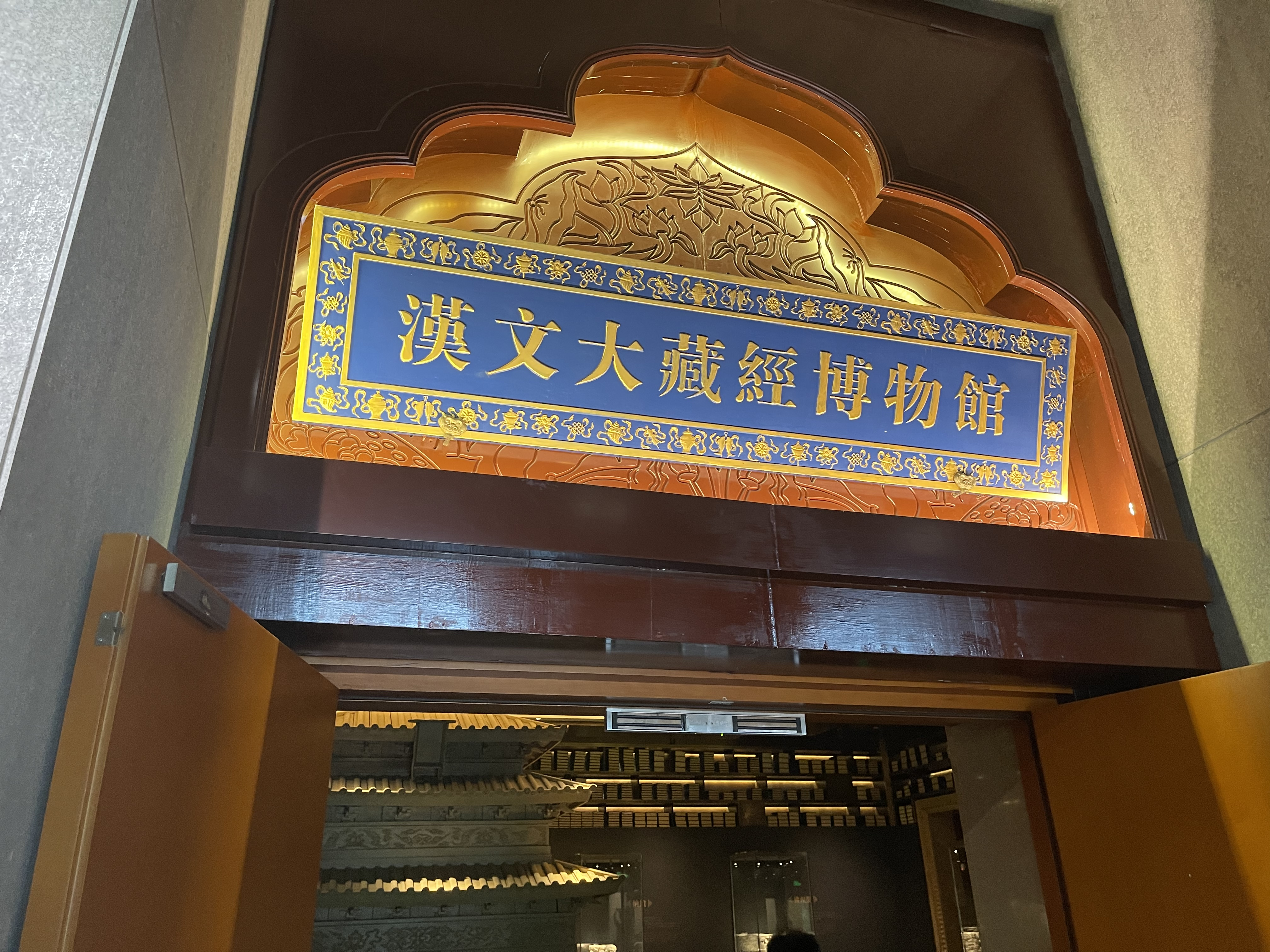
汉文大藏经博物馆

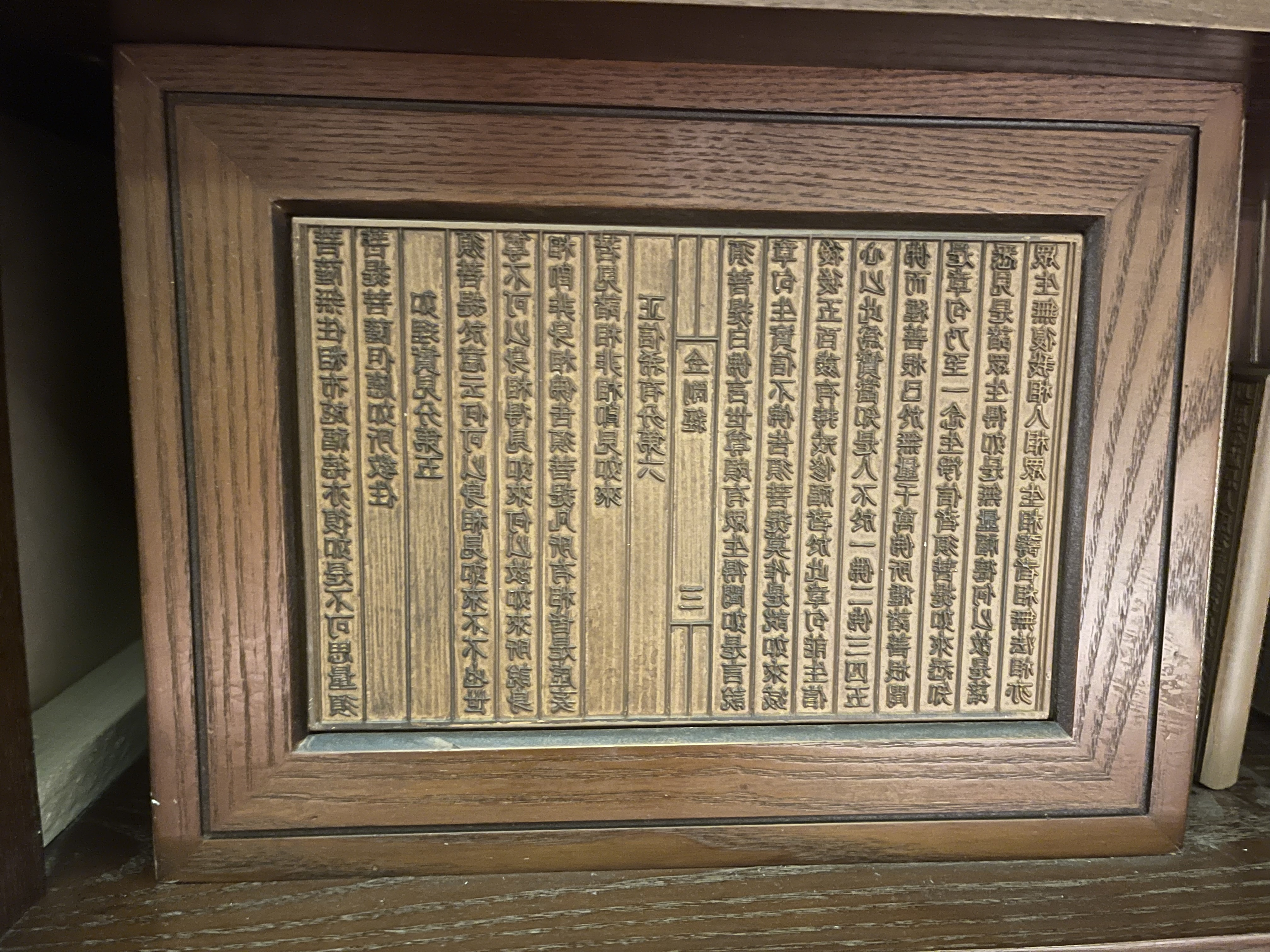
洪武南藏

佛教在傳入中國以後，經典日漸浩繁，經後人整理編輯成藏，內容非常龐大。中国最早的佛教藏经是东汉朱士行的《汉录》与东晋时的道安法师编辑的《众经目录》，时间远早于道教陆修静的《三洞经书目录》，但是这两部「经录」经历战乱和北魏灭佛後失散。根據《隋書‧經籍志》記載：梁武帝在華林園中總集釋氏經典共五千四百卷，沙門寶唱撰《經目錄》。自汉至隋唐，佛经均依写本流传，到了晚唐（九世纪时）才有佛经刻本。在现存许多经录之中，以唐代智昇的《开元释教录》最为精详。该书著录当时已经流传的佛经五千零四十八卷。
在漢传佛教两千年间，其经典经过历代的翻译、流通，数量日益增多，最后汇编成“藏”的，中国可考的有十余次（宋及辽金八次、元二次、明五次、清三次）；国外可考的，高丽三次、日本八次。汉文大藏经从开始的五千多卷，发展到后来的一万卷以上，除了汉译佛经数量有所增加以外，历代编纂者不断收集增补了以中国佛教文献为重心的大量新出、新见的佛教文献及相关资料。
隋代智泉寺沙門靜琬（又作知苑、智苑、淨琬），因恐佛經毀滅失傳，乃決意繼承其師南嶽慧思之遺願，誓言刻經卷成石碑，遂於大業年間（605～617），在隋煬帝皇后萧氏及其弟蕭瑀協助下，於房山山麓開鑿岩洞，並在石室四壁刻上經文，歷經隋、唐、遼、金、明五個朝代，前後達千餘年始完成，此為《房山石經》。
北宋宋太祖开宝四年（971年）敕令益州（今四川省）雕刻《开宝藏》，中国始有板印大藏经，历时12年全部完工，共刻板13万块，5,048卷。后把经版运至开封，印成卷轴出版，又称作《蜀藏》。《开宝藏》以《开元释教录》目錄为依据。此后历代的大藏经，都以宋代《开宝藏》为基础。熙宁四年（1071）的校订本，于元丰六年（1083）传入高丽。
元世祖至元六年（1278年），《普宁藏》刻於杭州路余杭县大普宁寺，收录佛经1,430部，6,010卷。明朝紫柏大师《径山藏·刻藏缘起》称元代曾刊刻十多種大藏经。
明太祖洪武五年（1372年）敕令在南京蒋山寺点校开刻大藏经，至洪武三十一年雕板圆满，历时27年。名《洪武南藏》。全藏收经1,600部，7,000余卷，分作678函。洪武南藏现藏于大报恩寺遗址公园的汉文大藏经博物馆。
清朝《乾隆大藏經》史称《龙藏》，于雍正十三年开雕，乾隆三年竣工。全藏724函。全部经版有79,036块。
近代比较完備的漢文大藏經大正藏，全名《大正新修大藏經》，是日本大正13年（1924年）由高楠順次郎和渡邊海旭發起並組織大正一切經刊行會，小野玄妙等人負責編輯校勘，在昭和九年（1934年）印行，85函，共收集3439部經，13,520卷。80,634页。
由于近代又发现了大量敦煌手抄经卷，由任继愈主编的《中華大藏經（汉文部分）》自1984年开始出版，1997年由北京中华书局出齐《中华大藏经（汉文部分）·正编》全部106册。收集了经籍约4,200余种，23,000余卷，约一亿多字。
其他重要的版本還有磧砂藏、嘉興藏、辽藏、赵城金藏、元官版藏经、永乐北藏、永乐南藏、万历藏、卍字正藏、卍字續藏、高麗藏。
漢文大藏經被翻譯成西夏語和日語，見西夏文大藏經和日文大藏經。
现存汉文大藏经，其编纂者的主观目的是保存汉译佛教经典。不过事实上，其中亦有很多婆罗门教等非佛教文献，比如《胜宗十句义论》，《金七十论》等。近代以来中文世界的印度学研究者很注重使用这些资料。

### 西夏文大藏经
是西夏于大庆三年（公元1038年）根据汉文大藏经翻译印刷的，共3,579卷，但由于西夏亡国，大部分已经毁损，只是近代考古发现部分残卷，有许多流失保存在各国的博物馆中。

## 藏文系大藏经
藏文大藏經是在公元7─8世纪，佛教传入西藏后，从梵文和汉文经典中逐渐翻译形成的。到9世纪时编纂了《丹噶目录》，共收集约700种20个门类的大乘佛教经典。13世纪以前都是手抄本。公元1313年雕版印刷了第一部藏文大藏经，以后陆续出版了11种版本。藏文大藏经主要分为三部分：正藏（甘珠尔），包括经藏、律藏和密咒；副藏（丹珠尔），包括论藏和赞颂、经释、咒释；杂藏（松绷），主要是藏、蒙佛教徒的著作。最全的官刻藏经是1683年开雕的北京版，收集甘珠尔1055部，丹珠尔3962部，松绷945部。藏文大藏经中关于密宗的论述比汉文大藏经要全，此外尚有许多关于天文、文法、诗歌、美术、逻辑、历法和医药等方面的著作。
据统计，藏文大藏经（德格版）共收佛教经籍4569种。
康熙皇帝曾經奉祖母孝莊文皇后博爾吉特氏布木布泰之命，要求皇家修造龍藏經（《內府泥金藏文寫本龍藏經》），為藏文大藏經之甘珠爾部，屬藏傳佛典，內容計有秘密、般若、寶積、華嚴、諸經、戒律等六大部，共收1,057部，總集釋迦牟尼之教法、律典之藏譯本，現典藏於國立故宮博物院，2024年8月國立故宮博物院收藏的《藏文寫本龍藏經》108件、《藏文寫本甘珠爾經》12件登錄為中華民國國寶。
藏文大藏经後被翻譯成蒙語和滿語，見蒙文大藏經和滿文大藏經。
除了俗稱西藏大藏經的甘珠爾與單珠爾以外，也有由寧瑪派組成的寧瑪十萬續。

### 滿文大藏經
《御製清文繙譯全藏經》，依滿文標題譯為《滿文翻譯大甘珠爾經》，現通稱《滿文大藏經》，收藏於國立故宮博物院，2024年8月登錄為中華民國國寶。

## 巴利三藏
南傳佛教所傳之巴利語系大藏經，稱爲巴利聖典、巴利三藏（Tripiṭaka），華語地區與日本佛教界通稱南傳大藏經，成立最遲之年代被推定為西元前二至一世紀。
日本於昭和十－十六年（1935至1941年），由高楠博士功績記念會將巴利聖典協會出版之巴利三藏翻成日文出版，名為南傳大藏經，1952年巴利聖典協會陸續出版巴利三藏用語索引。台灣於1990年至1998年間，由高雄元亨寺漢譯南傳大藏經編譯委員會，自巴利文原典翻譯成中文，刊行漢譯南傳大藏經。另有泰語和僧伽羅語等譯本。
傣文大藏經源於巴利文大藏經。

## 研究書目
- 水野弘元著，劉欣如譯：《佛典成立史》，臺北市：東大圖書公司，1996年。
- 谷有量，〈《藏文大藏經》概述：其歷史、系譜及研究資源彙整〉，《正觀》113，2025年，頁49-130。

## 參閲
- 佛經目錄
- 道藏
- 佛经#漢傳大藏經

## 外部連結
- 佛教藏經目錄數位資料庫 （页面存档备份，存于）
- 佛教電子佛典基金會(CBETA)